# Zena (cantant)
Zinaida Alexandrovna Kupriyanovich (nascuda el 17 de setembre de 2002), més coneguda només per Zina Kupriyanovich o Zena (estilitzat com ZENA), és una cantant, actriz i presentadora de televisió belarussa. Kupriyanovich va representar a Belarús en el Festival d'Eurovisió 2019 amb la cançó "Like It", i va quedar en 24a posició. A més, abans havia fet de presentadora al Festival d'Eurovisió Júnior 2018, y ha participat dues vegades en la preselecció d'Eurovisió Júnior per representar el seu país, l'any 2015 i 2016 (obtenint la quarta posició l'any 2015 i la tercera l'any 2016). També ha posat veu a Moana Waialiki a les pel·lícules Moana i En Ralph destrueix internet en el doblatge rus.

## Història
Va néixer el dia 17 de setembre de 2002 a Minsk. El seu pare és Alexander Kupriyanovich Igorevich, el director del centre de producció "Super Duper", i la seva mare - Nelly Kupriyanovich Nikolaevna, és una psicòloga familiar.

## Carrera

### Carrera musical
L'any 2008, a l'edat de 6 anys, Zinaida es va inscriure en el conjunt "Zaranak" del Centre Nacional d'Arts Musicals im. V. G. Muliavin en la Institució Estatal "Conjunt Estatal Belarús" Pesnyary "" (director artístic Statsenko S. A.). El 2010, va deixar el conjunt de Zaranak i va ingressar a l'Escola de Música Infantil N ° 8 que porta el nom de G. Screens de Minsk al departament coral. En 2011-2012, va participar en molts concerts i concursos (professora professional Popova E.A.).
Des de 2013, ha estat artista en el Super Duper Production Center. En 2013, va ingressar a la final del concurs "New Wave for Children". Després d'una actuació reeixida, el productor rus Igor Krutoy va començar a convidar a Zina als seus projectes, com "Cançó de Nadal de l'any", "Новая волна" (Nova onada), "Детская Новая волна" (Nova onada infantil) i "Детская песня года" (Cançó infantil de l'any). Ja al desembre de 2013, Zina va actuar amb el grup 5sta Family amb la cançó "Буду с тобой" (Estaré amb tu) a la "Cançó de Nadal de l'any" en SK "Olympic". Zina és membre del cor New Wave dirigit per Igor Krutoy.

#### Discografia
- "Мір" (Mir, Pau en català)
- "Космос" (Kosmos, Espai en català)
- "Like It" (M'encanta en català)